# Tadeusz Leszek Wierzbicki
Tadeusz Leszek Wierzbicki (ur. 16 lutego 1932 w Siemianowicach Śląskich, zm. 21 marca 2017 w Białymstoku) – polski profesor nauk technicznych, inżynier chemik, specjalista z zakresu technologii wody i ścieków, były prorektor Politechniki Białostockiej.

## Życiorys
Dzieciństwo i lata szkolne spędził w Tarnobrzegu. W latach 1950–1956 studiował na Wydziale Chemicznym Politechniki Śląskiej w Gliwicach, gdzie w 1962 roku uzyskał stopień naukowy doktora. Był uczniem prof. Wacława Leśniańskiego, prof. Adolfa Joszta i prof. Andrzeja Grossmana. W 1968 obronił pracę habilitacyjną na Wydziale Inżynierii Środowiska Politechniki Warszawskiej. Tytuł profesora uzyskał w 1976, a stanowisko profesora zwyczajnego w 1991 roku. Od 1975 roku związany był z Białymstokiem i Politechniką Białostocką. Był twórcą, organizatorem i kierownikiem utworzonego w 1976 roku Zakładu Inżynierii Środowiska. W latach 1975–1979 pełnił funkcję prorektora do spraw studenckich i dydaktyki Politechniki Białostockiej, a równocześnie do 2007 roku kierownika Katedry Technologii Wody, Ścieków i Osadów tejże uczelni. W latach 1983–1998 pracował w filii Uniwersytetu Warszawskiego w Białymstoku, a w 1994–2002 w Akademii Techniczno-Rolniczej im. Jana i Jędrzeja Śniadeckich w Bydgoszczy. Był członkiem Międzynarodowego Zrzeszenia Ozonu, Polskiego Zrzeszenia Inżynierów i Techników Sanitarnych PZITS oraz Stowarzyszenia Inżynierów i Techników Mechaników Polskich SIMP. W 2007 roku uroczysta sesja plenarna inaugurująca XIV Konferencję Naukowo-Techniczną w Białowieży została poświęcona jego jubileuszowi 75 urodzin i 50-lecia pracy zawodowej, badawczej i naukowo-dydaktycznej.

## Dorobek naukowy
Był promotorem 22 zakończonych przewodów doktorskich, w tym pierwszej pomyślnie obronionej na Politechnice Białostockiej rozprawy doktorskiej. Był autorem 40 recenzji prac doktorskich, habilitacyjnych i wniosków o tytuł, dwóch patentów, kilkudziesięciu ekspertyz oraz opiekunem ponad 400 prac inżynierskich i magisterskich. W prasie krajowej i zagranicznej umieścił ponad 250 swoich publikacji. Był twórcą i pomysłodawcą serii konferencji naukowo-technicznych z cyklu „Problemy gospodarki wodno ściekowej w regionach rolniczo przemysłowych”.

## Działalność poza uczelnią
Był członkiem Międzynarodowego Zrzeszenia Ozonu, Polskiego Zrzeszenia Inżynierów i Techników Sanitarnych PZITS oraz Stowarzyszenia Inżynierów i Techników Mechaników Polskich SIMP. Jako miłośnik wspinaczki wysokogórskiej i górskiej turystyki pieszej był zdobywcą wszystkich odznak GOT. W 1993 roku – będąc instruktorem ZHP w stopniu harcmistrza – otrzymał Srebrny Krzyż Za Zasługi dla ZHP.

## Odznaczenia
- Srebrny Krzyż Zasługi (1970)
- Medal Komisji Edukacji Narodowej (1978)
- Krzyż Kawalerski Orderu Odrodzenia Polski (1979)
- Odznaka tytułu honorowego „Zasłużony Nauczyciel PRL” (1983)
- Krzyż Oficerski Orderu Odrodzenia Polski (1988)
- Srebrny Krzyż „Za Zasługi dla ZHP” (1993)
- Odznaka Honorowa „Zasłużony Politechnice Białostockiej” (2001)[4]
- Krzyż Komandorski Orderu Odrodzenia Polski (2001)[5]